# 王臣 (嘉靖進士)
王臣（1493年—？），字公弼，号瑶湖。江西南昌府南昌县人。明朝官員。

## 生平
自幼颖异，為王阳明弟子。治《詩經》，行四，由縣學生中式嘉靖元年壬午科（1522年）江西鄉試第一百七十一名舉人，年三十一歲中式嘉靖二年（1523年）癸未科會試第一百四十二名，第二甲第一百一名進士。官至泰州知州。嘉靖五年（1526年），聘泰州學派大師王心齋主講於安定書院，宣傳「百姓日用即道」。是年十月，王臣离任北上，王心斋作《明哲保身论》赠之。官至浙江按察司佥事。著有《论民录》。

## 家族
曾祖王仲宣。祖父王標。父王大武。母张氏。重庆下。兄王朝。